# Frankenstein (téléfilm, 2004)
Pour plus de détails, voir Fiche technique et Distribution.
Frankenstein est un téléfilm américain réalisé par Marcus Nispel, sorti en 2004.

## Synopsis
Une détective enquête sur une série de crimes qui le mène vers une expérience scientifique vieille de 200 ans.

## Fiche technique
- Titre : Frankenstein
- Réalisation : Marcus Nispel
- Scénario : John Shiban sur une idée de Dean R. Koontz, librement inspiré de Frankenstein ou le Prométhée moderne de Mary Shelley
- Musique : Normand Corbeil
- Photographie : Daniel Pearl
- Montage : Jay Friedkin
- Production : Marcus Nispel
- Société de production : Flame TV, Flame Ventures, L.I.F.T. Production et USA Cable Network
- Pays :  États-Unis
- Genre : Policier, horreur, science-fiction
- Durée : 88 minutes
- Dates de sortie : 
  -  États-Unis : 10 octobre 2004

## Distribution
- Parker Posey : le détective Carson O'Conner
- Vincent Perez : Deucalion
- Thomas Kretschmann : Victor Helios
- Adam Goldberg : le détective Michael Sloane
- Ivana Miličević : Erika Helios
- Michael Madsen : le détective Harker
- Deborah Duke : Angelique
- Ann Mahoney : Jenna
- Deneen Tyler : Kathleen Burke
- Brett Rice : le détective Frye
- Stocker Fontelieu : Patrick
- Maureen Brennan : Vickey
- Billy Louviere : Jack Rogers
- Will Schierhorn : Anthony O'Connor
- Tom Nowicki : Watkins
- David Jensen : Fullbright
- Sandra Dorsey : Nancy Whistler
- Lauren Swinney : Christine

## Distinctions
Le film a été nommé au Saturn Award de la meilleure édition DVD d'un programme télévisé ainsi qu'à deux MPSE Awards.